# Pontus Farnerud
Hans Pontus Farnerud (Helsingborg, Suecia, 4 de junio de 1980) es un exfutbolista sueco, se desempeñaba como centrocampista y su último equipo fue el IFK Göteborg.
Su hermano Alexander Farnerud es también futbolista.

## Clubes
| Club            | País     | Año         |
| --------------- | -------- | ----------- |
| Landskrona BoIS | Suecia   | 1996 - 1998 |
| AS Mónaco       | Mónaco   | 1998 - 2003 |
| RC Estrasburgo  | Francia  | 2003 - 2006 |
| Sporting CP     | Portugal | 2006 - 2008 |
| Stabæk Fotball  | Noruega  | 2008 - 2011 |
| IFK Göteborg    | Suecia   | 2012 - 2013 |